# ديفن مور
ديفن مور (بالإنجليزية: Devin Moore)‏ هو لاعب كرة قدم أمريكية أمريكي، ولد في 6 أكتوبر 1985 في إنديانابوليس في الولايات المتحدة.

## وصلات خارجية
- ديفن مور على موقع مرجع كرة القدم المحترفة.كوم (الإنجليزية)